# گروسس واننهورن
گروسس واننهورن (به لاتین: Grosses Wannenhorn) یک کوه در سوئیس است که در کانتون وله واقع شده‌است. گروسس واننهورن ۳٬۹۰۶ متر بالاتر از سطح دریا واقع شده‌است.